# Teen Patti
Pour plus de détails, voir Fiche technique et Distribution.
Teen Patti (तीन पत्ती) est un film indien de Bollywood réalisé par Leena Yadav, sorti en 2010.
Produit par Ambika Hinduja, le film  met en scène Amitabh Bachchan et Ben Kingsley. C'est un remake du film américain 21.

## Synopsis
Un professeur de mathématique surdoué voue une passion au poker. Ses élèves profitent de ses dons prodigieux pour gagner dans les casinos, comme ceux de Las Vegas....

## Fiche technique
- Titre : Teen Patti
- Titre original : तीन पत्ती
- Réalisation : Leena Yadav
- Scénario : Shivkumar Subramaniam et Leena Yadav
- Musique : Salim Merchant
- Photographie : Aseem Bajaj
- Montage : Kaushik Das et Hughes Winborne
- Production : Ambika Hinduja
- Société de production : Hinduja Ventures et Serendipity Films
- Pays de production :  Inde
- Genre : Drame et thriller
- Durée : 142 minutes
- Date de sortie : 
  - Inde : 26 février 2010

## Distribution
- Amitabh Bachchan
- Madhavan
- Ben Kingsley
- Mahesh Manjrekar
- Shraddha Kapoor
- Rimjhim Mitra